# 潛江縣
潛江縣是中国旧县名，在湖北省孝感市西南。
漢代竟陵縣、江陵縣二縣地；唐代為江陵縣地；宋代始析置潛江縣，屬荊湖北路江陵府，縣東有潛水，即禹貢荊州沱潛既道之潛水；今名蘆洑河，縣以此名，故城在今治西北；元代屬河南省中興路；明代屬湖廣省承天府；清代屬湖北省安陸府。
民國初年，安陸府废，直屬湖北省。民國三年（1914年）六月，劃屬湖北省襄陽道，國民政府成立，廢道，直屬湖北省政府。縣城瀕漢水支流永長河之間，為漢水沿岸要地，商務以南門大街為最盛。附近多名勝古蹟。出產向以菽、麥、米、粟、玉蜀黍等為大宗；棉花、絲、半夏、蓮子等出產，亦頗有名。
1988年，撤县建市，是为潜江市。